# Marla Gibbs
Pour les articles homonymes, voir Gibbs.
Marla Gibbs est une actrice américaine, née le 14 juin 1931 à Chicago (Illinois).

## Filmographie

### Télévision
- 1975 : Doc (1 épisode)
- 1975 : Barney Miller (1 épisode) : Madame McBee
- 1975 : The Missing Are Deadly (téléfilm) : Infirmière #1
- 1975-1985 : The Jeffersons (217 épisodes) : Florence Johnston
- 1976 : Les hommes d'argent (mini-série) : Beth Euphrates
- 1979 : You Can't Take It with You (téléfilm) : Rheba

- 1981 : La croisière s'amuse (1 épisode) : Janet Dalton
- 1981 : Checking In (4 épisodes) : Florence Johnston
- 1983 : The Young Landlords (téléfilm) : Tina Robinson
- 1984 : Pryor's Place (3 épisodes) : Miss Stern
- 1985-1990 : 227 (115 épisodes) : Mary Jenkins

- 1990 : Menu for Murder (téléfilm) : Marty Hallard
- 1993 : The Fire Next Time (mini-série)
- 1993 : Campus show (1 épisode) : Principal Shaw
- 1993 : Dans la chaleur de la nuit (1 épisode) : Lilly Baker
- 1993 : La Maison en folie (1 épisode) : Josephine Douglas
- 1994 : Lily in Winter (téléfilm) : Maize Covington
- 1995 : Martin (1 épisode) : Miss Minnie
- 1995 : Dream On (1 épisode) : Madame Perry
- 1995 : L'Homme à la Rolls (1 épisode) : Jessica Wallace
- 1996 : Le Prince de Bel-Air (1 épisode) : Florence Johnston
- 1997-1998 : Les 101 Dalmatiens, la série (9 épisodes) : Duchesse
- 1997-1999 : Et ils eurent beaucoup d'enfants (3 épisodes) : Mère Hubbard
- 1998-2002 : The Hughleys (16 épisodes) : Hattie Mae Hughley
- 1999 : Dawson (1 épisode) : Madame Fran Boyd
- 1999 : Le Flic de Shanghaï (2 épisodes) : Delores Samuels / Dolores Parker

- 2000 : Les Anges du bonheur (1 épisode) : Millie
- 2001 : Amy (1 épisode) : Zella Van Exel
- 2002 : Arliss (1 épisode) : Madame Jones
- 2002 : The Rerun Show (1 épisode) : Dr. Beamish
- 2002 : Un gars du Queens (1 épisode) : Nana Louise
- 2004 : Listen Up (1 épisode) : Jackie Widmer
- 2004-2005 : Passions (14 épisodes) : Irma Johnson
- 2005 : Urgences (1 épisode) : Cherise Barnes
- 2005 : Cold Case : Affaires classées (1 épisode) : Georgie - 2005
- 2008 : Retour à Lincoln Heights (1 épisode) : Hazel Roberson

- 2011 : House of Payne (1 épisode) : Florence Johnston
- 2012 : Southland (1 épisode) : Madame Miller
- 2012-2013 : The First Family (11 épisodes) : Grand-mère Eddy
- 2013 : Mr. Box Office (1 épisode) : Florence Johnston
- 2014 : Old Soul (téléfilm) : Agnes
- 2014 : Charlie Murphy's Law (1 épisode) : Vera Jenkins
- 2015 : The Blexicans (1 épisode) : Lillian
- 2015 : Hot in Cleveland (1 épisode) : Marcia
- 2015 : Scandal (2 épisodes) : Rose
- 2015 : American Horror Story (1 épisode) : Cassie Royale
- 2016 : Second Sight (téléfilm) : Nana
- 2016 : Childrens Hospital (1 épisode) : Flossie
- 2016-2017 : The Carmichael Show (2 épisodes) : Francis
- 2017 : I Love Bekka & Lucy (1 épisode)
- 2017 : Jalen Vs. Everybody (téléfilm) : Grammie
- 2017 : Teachers (1 épisode) : Madame Potts
- 2017 : This Is Us (1 épisode) : La calière de George
- 2017 : Trial and Error (2 épisodes) : Madame Kratt
- 2017-2018 : Black-ish (2 épisodes) : Mabel
- 2018 : Rel (1 épisode) : Miss Jenkins
- 2018 : Beyond (1 épisode) : La propriétaire du sabre
- 2018 : Les Thunderman (1 épisode) : Gentille Gam Gam
- 2018 : NCIS : Enquêtes spéciales (1 épisode) : Rosie Brown
- 2018 : Grey's Anatomy : Station 19 (3 épisodes) : Edith
- 2019 : One Fine Christmas (téléfilm) : Alice
- 2019 : Bless This Mess (1 épisode) : Belle
- 2019 : Voisins mais pas trop (1 épisode) : Madame Simpson
- 2019 : A Black Lady Sketch Show (1 épisode) : Mary Jenkins

- 2020 : The Last O.G. (1 épisode) : Mama Jarvis
- 2020 : Au fil des jours (1 épisode) : Madame Jones
- 2021 : Young Sheldon (1 épisode) : Doris
- 2021 : Partners in Rhyme (1 épisode) : Anita
- 2021 : Big Shot (1 épisode) : La grand-mère de Destiny
- 2021-2022 : Des jours et des vies (11 épisodes) : Olivia Price
- 2022 : Good Luck! (téléfilm) : Julia Van Sutton
- 2022 : Grey's Anatomy (2 épisodes) : Joyce Ward
- 2023 : Unprisoned (1 épisode) : Annie
- 2023 : The Ms. Pat Show (1 épisode) : Miss Pearl
- 2023 : History of the World Part II (3 épisodes) : Ruby Seale

### Cinéma
- 1968 : Les Tiens, les Miens, le Nôtre : La patronne

- 1973 : Sweet Jesus Preacher Man : Beverly Solomon
- 1974 : La Ceinture noire : Barwoman
- 1977 : Passing Through : La secrétaire

- 1986 : Drug Free Kids: A Parents' Guide

- 1991 : Up Against the Wall : Louise Bradley
- 1991 : Last Breeze of Summer (court-métrage) : Madame Peterson
- 1993 : Meteor Man : Maxine Reed
- 1998 : Border to Border : Dela
- 1999 : Foolish : Odetta
- 1999 : Une fille qui a du chien : Enid

- 2000 : Le parloir : Lois Waters
- 2000 : Stanley's Gig : Eleanor Whitney
- 2001 : The Brothers : Mary West
- 2001 : Fly Me to the Moon : La mère
- 2005 : Love on Layaway : La narratrice
- 2005 : The Ties That Bind (court-métrage) : Delores
- 2006 : Ways of the Flesh : Madame Overwood
- 2009 : Afro Ninja : Tante Mary
- 2009 : Just Like Family (court-métrage) : Mabel Jenkins
- 2009 : Devil's Land (court-métrage) : Juge Martha M. Levine
- 2009 : The What Goes Around (court-métrage) : Madame Lacey

- 2010 : Sunnyview (court-métrage) : Madame Harris
- 2012 : Who Killed Soul Glow?
- 2012 : C'mon Man : Madame Crabtree
- 2012 : Madea : Protection de témoins : Hattie
- 2013 : Forbidden Woman : Madame Simmons
- 2014 : Grantham & Rose : Rose Price
- 2014 : Bitter Inheritance (court-métrage) : Madame Richardson
- 2015 : The Man in 3B : Madame Mamie
- 2017 : Lemon : Tante Lily
- 2017 : Please Stand By : Rose
- 2017 : The Last Revolutionary : Millie
- 2017 : You Can't Fight Christmas : Beverly Lawrence
- 2017 : Adventures of Old Man (court-métrage) : Ruthie Brown
- 2018 : Love Jacked : Rose
- 2019 : El Camino : Un film Breaking Bad : Jean

- 2020 : She Ball : Madame Watts
- 2020 : Orpheus Star (court-métrage) : Ruth Carmichael
- 2021 : Madam B (court-métrage) : Madam B
- 2022 : Bromates
- 2022 : A Christmas Prayer : Madame Gladys
- 2022 : Spirit Halloween: The Movie : Grand-mère G
- 2023 : A Snowy Day in Oakland : Madame Keys

## Voix françaises
- Sylvie Genty dans Scandal (série télévisée)
- Cathy Cerdà dans Love Jacked (en)
- Virginie Emane dans Bless this Mess (en) (série télévisée)
- Frédérique Cantrel dans El Camino : Un film Breaking Bad
- Colette Marie dans Grey's Anatomy (série télévisée)
- Évelyne Grandjean dans Unprisoned (en) (série télévisée)
- Marie Bouvier dans Not Dead Yet (série télévisée)